# Pachysticus minutus
Pachysticus minutus là một loài bọ cánh cứng trong họ Cerambycidae.